# Sikorsky S-35
Sikorsky S-35 — американский двухдвигательный транспортный самолёт, позднее перестроенный в трёхдвигательный. Построен по схеме «полутораплан» компанией Sikorsky Manufacturing Company для трансатлантического перелёта на приз Ортейга, задуманного французским лётчиком Рене Фонком. Разбился при взлёте.

## История создания и конструкция
S-35 был спроектирован фирмой Sikorsky Manufacturing Company как двухдвигательный транспортный самолёт с дальностью полёта 1000 миль (1600 км). В 1926 году Рене Фонк, французский лётчик-ас Первой мировой войны, подыскивал подходящий самолёт для первого беспосадочного трансатлантического перелёта Нью-Йорк—Париж, наградой за который промышленником Ортейгом был назначен приз в 25 000 долларов. По заказу Фонка Игорь Сикорский переделал самолёт в трёхдвигательный.

## Полёт
Первый трансатлантический перелёт был запланирован на 16 сентября 1926 года, однако вылет был отложен из-за обнаруженной течи топлива. В следующий раз подходящая для полёта погода ожидалась 21 сентября и в ночь перед вылетом машину заправили пятьюдесятью бочками топлива. Взвешивание перед вылетом показало, что машина перегружена на 4000 фунтов (1800 кг). Рене Фонк потребовал взять на борт кушетку и холодильник. На борт самолёта поднялись четверо: Фонк, второй пилот лейтенант ВМС США Лоуренс Кёртин (англ. Lawrence Curtin), радист Шарль Клавье (англ. Charles Clavier) и бортмеханик фирмы Сикорского Яков Ислямов (англ. Jacob Islamoff). Самолёт начал взлёт при большом скоплении народа, пришедшего на аэродром Рузвельт-Филд. При разгоне у машины подломилось хвостовое колесо, после чего она не смогла взлететь, выкатилась за пределы взлётной полосы и упала в низину, загоревшись при падении. Оба пилота остались целы, однако радист Клавье и бортмеханик Ислямов погибли. Машина стоимостью 80 000 долларов не была застрахована.

## Тактико-технические характеристики

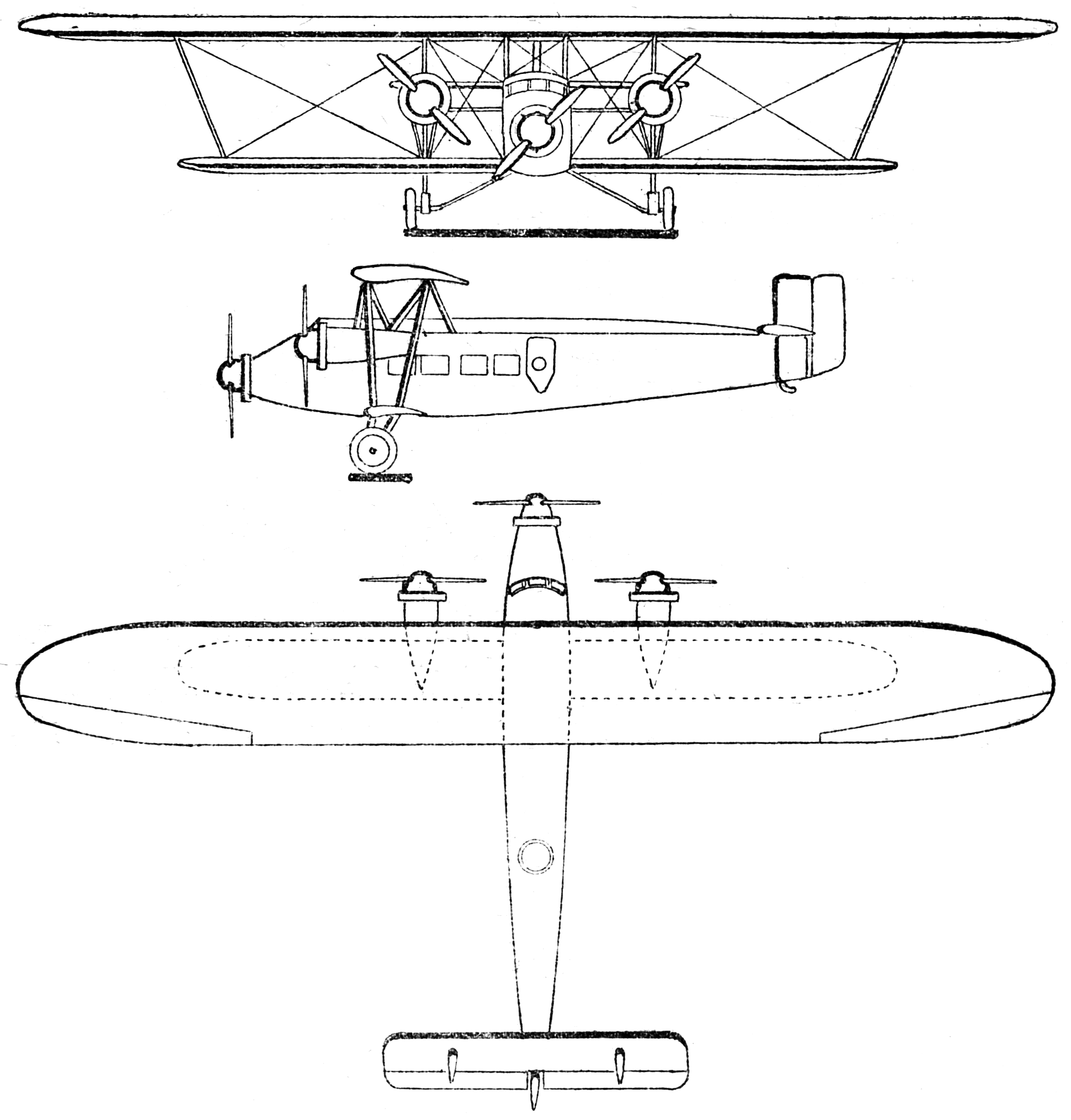
Sikorsky S-35

Источник данных: Martin Best

Технические характеристики
- Экипаж: 4
- Длина: 44 фута (13 м)
- Высота: 16 футов (4,9 м)
- Масса пустого: 9700 фунтов (4400 кг)
- Силовая установка: 3 × Gnome-Rhône Jupiter 9A
- Мощность двигателей: 3 × 425 л. с. (3 × 317 кВт)
- Воздушный винт: 2-лопастной
- Диаметр винта: 3,2 м

Лётные характеристики
- Максимальная скорость: 105 км/ч
- Практический потолок: 16 800 футов (5100 м)